# Серов, Алексей Капитонович
Алексей Капитонович Серо́в (1918—1993) — партийный работник, деятель советского шахматного движения.

## Биография
Трудился на руководящих должностях в партийной организации Одессы, секретариате Первого секретаря ЦК КПСС Никиты Хрущёва, Комитете народного контроля СССР. Возглавлял Всероссийскую шахматную федерацию и Шахматную федерацию СССР (1968—69).
При содействии Серова открылся еженедельник «64», появилась телевизионная «Шахматная школа». В 1968 году впервые прошли соревнования пионерских дружин «Белая ладья», ставшие, по словам Анатолия Карпова, «отличной школой для юных шахматистов».